# Aurel Boteiu
Aurel Boteiu  (n. 1886 la Blaj– d. 1962 la Arad a fost medic militar, participant la Marea Adunare Națională de la Alba Iulia. 

## Studii
A urmat studiile primare și liceale în orașul natal. Și-a luat doctoratul în anul 1913 după ce a urmat cursurile Facultății de Medicină din Budapesta. 

## Viața și activitatea
Înainte de a fi medic la Marea Unire a fost medic militar. În timpul războiului a fost trimis de mai multe ori pe front. În perioada evenimentelor din 1918 de la Alba Iulia era medic de regiment. A făcut parte din serviciul sanitar ce a fost creat „ad-hoc” pentru a putea oferi servicii sanitare celor aflați la Alba Iulia pentru a participa la manifestații, fii ales anterior și în Consiliul Național Român din Blaj. După participarea la Unire a început să practice din nou medicina militară intrând în armată. A fost locotenent, iar mai apoi căpitan. S-a căsătorit în anul 1924, s-a mutat în Arad iar mai apoi a și decedat acolo în 1962. 